# Мукачево
Мука́чево (МФА: [mʊˈkat͡ʃewɔ] ( прослухати); до 2017 року — Мука́чеве) — місто в Закарпатській області на заході України, центр Мукачівської міської громади та Мукачівського району. Один із центрів Ужгородської агломерації, важливий промисловий та культурний центр. Розташований на річці Латориця.

## Назва міста
За однією з версій, назва міста походить від праслов'янського слова мука́, цебто «борошно», бо на річці Латориці стояв водяний млин, на якому перемелювали зерно і торгували мукою (борошном). За іншою версією, назва міста походить від угорського слова «munkás», що значить «працьовитий» або «працівник».
Назви міста іншими мовами: російською Мукачево, угорською Munkács [мункач], словацькою і чеською Mukačevo [мукачево], польською Mukaczewo [мукачево], німецькою Munkatsch [мункач], їдишем מונקאטש [мінкач, мункач], румунською Munceag, Muncaci, Muncaciu.
В українській мові донедавна вживалося декілька варіантів назви міста. У довідниках адміністративно-територіального устрою, а також у словниках назва міста подавалася як Мукачеве, ця назва вважалася нормативною. На думку закарпатських філологів В. Добоша та Г. Воронич, форма на -во є типовою для багатьох закарпатських топонімів середнього роду (також — Батьово, Порошково, Кайданово, Кольчино), натомість закінчення на «-е» з'явилося після приєднання Закарпаття до СРСР і вперше опубліковано в довіднику «Українська РСР: Адміністративно-територіальний поділ» (1947).
23 травня 2017 року назва міста була офіційно змінена з Мукачеве на Мукачево.
У низці джерел згадується також варіант назви чоловічого роду — Мукачів, у давніх джерелах — також Мукачово, зокрема й у І. Франка.

## Історія
У літописі Аноніма (Аноніма нотаріуса, Аноніма хроніста Бели ІІІ) «Діяння угорців» зазначено про перехід 896 року угорського вождя Алмоша (Арпада) через Карпати й захоплення Мукачева, де він 40 днів святкував перемогу. 1263 року в грамоті королевича Іштвана V, сина короля Бели IV, ідеться про те, що село Чинадійово розташовано вище від міста Мукачева.
Під час завоювання угорців на місці сьогоднішнього замку була збудована фортеця з дерев'яної палі. Король Стефан I Святий надавав замку особливої важливості та зміцнив стіни, а король Владислав Святий продовжив цю працю, збудував навколо кам'яну стіну.
У 1281 році князь Лев Данилович, який княжив у Галицьких землях, на деякий час розповсюдив свій вплив на частину Закарпаття, у тому числі і на Мукачеве. Після смерті князя у 1301 році місто разом із замком до 1321 року входило до складу Галицько-Волинського князівства. Однак в 1321 році поселення разом із замком знову було приєднано до Угорщини.
Мукачево входило до складу Галицько-Волинської князівства під час правління Лева Даниловича (1264—1301) (сина Данила — старшого сина Романа Мстиславича). Саме у той час Лев Данилович також заснував Львів.
1352 року в районі Підгорян (один з сучасних районів міста) комендант замку Де́же зупинив татарську навалу хана Атламоша, загін розбив, а самого хана взяв у полон і в замку стратив.
Мукачево виникло на перехресті історично сформованих торгових шляхів. 1376 року королева Угорщини й Польщі Єлизавета дала місту грамоту, за якою воно дістало статус привілейованого й одержало дозвіл мати свою печатку із зображенням св. Мартина, патрона міста. Печатка призначалася для засвідчення актів купівлі-продажу виноградників.
Одночасно з посиленням ролі Мукачівського замку як важливого військово-стратегічного пункту, який охороняв кордони Угорщини на північному сході, росло значення самого Мукачева, розташованого на перехресті важливих торговельних шляхів. Один шлях вів з Угорщини через Мукачеве та Верецький перевал до Польщі і Русі, інший — із Трансильванії по долині річки Тиси через Мукачево до Моравії та Чехії. Мукачеве було відоме далеко за межами краю. 22 травня 1376 року королева Угорщини й Польщі Ержебет з династії Анжу видала Мукачеву грамоту на право користування власною печаткою із зображенням Святого Мартіна для скріплення документів. У цій грамоті воно вперше було названо містом. Юридичне затвердження Мукачева в правах міста, який отримав цей статус першим у Закарпатті, сприяло його розвитку і швидкого перетворення у великий торгово-економічний, а також адміністративний центр краю.
1445 року володар домінії та Мукачівського замку Янош Гуняді надав Мукачеву — право на самоуправління. 1528 році Мукачівський замок «Паланок» Янош Запол'я обміняв з Іштваном Баторі на Сатмарский і Неметський замки. Іштван Баторі побудував бастіон Верхнього замку і 14 — метрову спостережну башту.
З кінця XIV століття Мукачево стає центром князівства подільського князя Федора Корятовича. Втративши у війні зі своїм родичем, литовським князем Вітовтом, свої землі, він переселився у подароване йому іншим родичем, королем Угорщини Сигізмундом, місто. Володіючи містом з 1396 до 1414 року, він істотно підняв його значення, сприяв розвитку торгівлі і ремесел. При ньому Мукачево стало центром Мукачівського князівства до складу якого входило близько 300 сіл. Тут був заснований монастир, який залишався до середини XVII століття одним з оплотів боротьби проти католицизму. Федір Корятович здійснив докорінну перебудову замку і перетворив його на могутню оборонну споруду. Замок складався з Предзамча і головного двору, де знаходилася квадратна житлова башта, під якою в скелі був пробитий колодязь діаметром 2,5 метра і глибиною 85 метрів. Всі житлові і господарські споруди були обнесені сухим ровом і фортечною кам'яною стіною з чотирма круглими баштами, три з яких збереглися до наших днів. Після смерті князя місто разом із домінією переходить з рук до рук багатьох феодалів і королів.
У 1445 році місто отримало від правителя домінії Яноша Гуняді магдебурзьке право. У 1446 році у місті відкривається перший цех — кравецький.
У 1514 році під час селянського повстання під керівництвом Дєрдя Дожі Мукачівський замок був захоплений штурмом. За це місто було віднесене до бунтівних і виплачувало велику контрибуцію.
Після поразки Угорщини від турків-османів у битві при Могачі у 1526 році Мукачево то переходить у володіння турецьких васалів — трансильванських князів, то стає здобиччю австрійських Габсбургів.
Протягом 1538—1558 років полоненими турками, що їх виділила для будівництва влада Австрії владиці Мукачівського монастиря Василію І для відбудови монастиря зруйнованого війною Габсбургів з Трансильванцями, було прорито для Мукачівського монастирського млина 1300 метровий тунель через гору від ріки Визниці до русла Латориці, який і сьогодні існує від двору ливарного цеху Кіровського заводу і до двору центру зв'язку нафтопроводу «Дружба» в с. Кольчино. Висота тунелю 2,5 метри, ширина 1,5 м.
Улітку 1566 року австрійські завойовники, намагаючись захопити Трансильванію, вторглися на територію сучасного Закарпаття та 21 лютого 1567 року, незважаючи на героїчний опір варти Мукачівського замку, взяли фортецю і місто, майже повністю розоривши його. 1569 року — завершення ремонтних робіт Мукачівського замку, що виконувалась руками майже 50 тисяч кріпосних селян Березького і Угочанського комітатів. Наступного року був побудований підйомний міст. У дворі центру зв'язку встановлено в 2016 році пам'ятний обеліск. Зберігся і будинок млина, якому сьогодні 460 років, реставрований 2000 році під центр зв'язку. З тих пір Мукачево та його околиці стали об'єктом постійних сутичок між Габсбургами і Трансильванськими князями. Трансильванські князі династії Ракоці на деякий час перетворили Мукачево в столицю свого князівства. Містом і домінією вони з невеликою перервою володіли з 1633 по 1711 рік.

### Нова історія
У 1644 році, перед Тридцятилітньою війною, в Мукачеві відбулися переговори між Трансильванським князем Дьєрдем I Ракоці та французькими дипломатами Джуліо Мазаріні і Антуаном Фуке про спільну боротьбу проти Австрійської імперії.
В листопаді—грудні 1648 року, під час Національно-визвольної війни, козаки Богдана Хмельницького здійснили рейд через Карпати за межі Речі Посполитої — в Закарпаття, що було під контролем Князівства Трансильванії, де були на деякий час взяті околиці Мукачева. 1649 році у Мукачеві знаходились посли гетьмана Богдана Хмельницького, які вели переговори з князем Дьєрдем II Ракоці про спільні дії проти Польщі.
У 1648—1649 роках у Мукачеві побували посли гетьмана Богдана Хмельницького, які у замку вели переговори з князями Дьєрдем I і Дьєрдем II Ракоці про спільні дії проти Польщі. У 1656 році був підписаний договір про дружбу і взаємодопомогу, проте втілити його в життя не вдалося. Влітку 1657 року при підбурюванні Ватикану польська шляхта, бажаючи помститися Дьєрдю II Ракоці за його союз із Богданом Хмельницьким, розгромила Мукачівську домінію і жорстоко розправилася з мешканцями. Саме місто, окрім замку, було розграбоване і спалене.
На рубежі XVII—XVIII століть Мукачево стає центром військових дій між куруцами — учасниками антифеодальної війни і національно-визвольного руху в Угорщині у 1703—1711 роках і прихильниками Габсбурзького панування — лабанцами. Мукачеве було одним з ключових опорних пунктів угорського національно-визвольного руху.
У 1672 році тут поселилася вдова Ференца І Ракоці Ілона Зріні з сином, майбутнім князем Ференцем II Ракоці. Об'єднавши свої сили з куруцами Імре Текелі, Ілона Зріні обороняла мукачівський замок від австрійських військ Антоніо Караффи, що переважали у чисельності, протягом двох років — з 1686 до 18 січня 1688 року.
У 1703 році загони куруців під керівництвом князя Ференца II Ракоці з боями звільняють спочатку місто Мукачево, а пізніше і замок, від австрійських військ. У 1711 році за Сатмарською мирною угодою усі володіння Ференца II Ракоці переходять до рук Габсбургів. Мукачівський замок був в числі останніх серед тих, що склали зброю перед австрійцями вже після Сатмарської капітуляції. Жорстоко придушивши повстання, війська Габсбургів майже повністю знищили місто.
У 1728 році місто разом з домінією було подароване графові Шенборну-Бухгейму. Після падіння Бастилії Мукачівський замок стає загальноєвропейською політичною в'язницею. До нього потрапляють багато видних революціонерів, зокрема, національний герой грецького народу Олександр Іпсіланті (1821—1823).
У 1848—1849 роках Закарпаття підтримало революцію в Угорщині. Мешканці Мукачева захопили замок, перетворений на в'язницю, і випустили в'язнів. Були створені добровольчі загони, що билися проти австрійських урядових військ.
До 80-х років XIX століття в місті панували цехові об'єднання. Із спорудженням у 1886 році залізниці Мукачево з'єдналося з Будапештом, Кошицями, Львовом, у місті виникають сприятливі передумови для розвитку промисловості і торгівлі. Зростають невеликі підприємства легкої, меблевої, харчової промисловостей. У економіку міста проникає іноземний капітал. Проте, стан нижчих верств населення був жалюгідним, про що свідчать масові еміграції закарпатців до США, Канади, країн Латинської Америки. Тільки з 1890 до 1913 року із Закарпаття емігрувало більше 100 тисяч осіб.

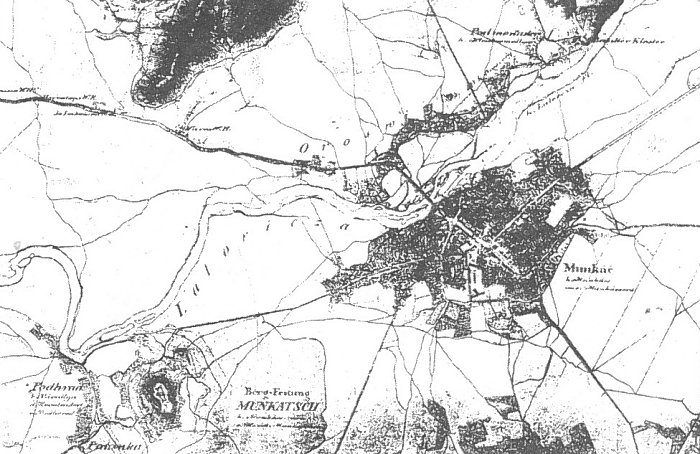
Карта міста та його околиць, 1831 рік

Місто та його околиці відомі своїми монастирями. Це Мукачівський жіночий православний монастир, у якому зібрано величезну за кількістю книг бібліотеку; Домбокський жіночий православний монастир, Ракошинський чоловічий православний монастир. Велику історичну та архітектурну цінність має замок сім'ї Шенборн, з його оригінальністю архітектурного стилю, а також Мукачівська ратуша. 4 грудня 1872 було відкрито ділянку Батьово-Мукачево Угорської Північно-Східної залізниці. Згодом було збудовано залізницю Мукачево-Лавочне і Лавочне-Стрий (1887, де з'єдналась із Залізницею Ерцгерцога Альбрехта, Дністрянською залізницею.
У березні 1881 року у Мукачеві відкривається одна із перших міських громадських лікарень.

### Новітня історія
21 березня 1919 року в Будапешті, а того ж вечора в Мукачеві, було проголошено радянську владу на Закарпатській Україні та створено її виконавчий комітет — міський Директоріум. З-поміж колишніх військовополонених та робітників Мукачева формувалася Червона гвардія. Однак радянська влада в Угорщині і на Закарпатті довго не протрималась. 28 квітня 1919 року Мукачево було окуповане румунськими військами, а через два місяці військами новоутвореної Чехословацької республіки.
У 1919 році місто впродовж місяця входило до складу Руської Країни, напівавтономної області у складі Угорської Радянської Республіки. Після інтервенції чехословацьких і румунських військ за домовленістю між русинською еміграцією у США і першим чехословацьким президентом Томашем Масариком Мукачево, як і вся Підкарпатська Русь, передавалося Чехословаччині, що було юридично оформлене Тріанонським договором 4 червня 1920 року.
У 20-30-х роках XX століття у ратуші розмішувалося поліцейське і жандармське управління, всі цивільні служби. З 1944 року тут працював міський комітет і деякий час — Народна рада Закарпатської України.
У 1938 році рішенням Першого Віденського арбітражу Мукачево разом з усією рівнинною територією Закарпаття і Ужгородом було повернуте Угорщині.
У липні 1942 року в палаці Ковнера в Мукачеві відбулися три судові процеси проти представників ОУН, що діяли на Закарпатті.
26 жовтня 1944 року авангардні частини 351-ї і 237-ї стрілецьких дивізій зайняли місто, яке 29 червня 1945 року у складі Закарпаття увійшло до складу СРСР.
У роки радянської влади Мукачево стало значним промисловим центром, основними підприємствами були швейна, меблева і лижна фабрики, заводи «Мукачівприлад» і «Точприлад». У 1969 році, на підставі директиви Генерального штабу Збройних Сил СРСР при Міністерстві будівництва і експлуатації доріг Української РСР, в Мукачеві була сформована 60-а окрема дорожньо-будівельна бригада для будівництва автомобільних доріг і мостів, на Мукачево-Львівському напрямку. За десять років, з 1970 по 1980 рік, військовими дорожниками було збудовано понад 70 кілометрів автомобільних доріг та десятки мостів в складних гірських умовах Карпат.
1944 року у Мукачеві в кінотеатрі «Перемога» відбувся І з'їзд народних комітетів, на якому було прийнято Маніфест про возз'єднання Закарпатської України з Радянською Україною.
У новітній історії місто стало відомим через події в період проведення виборів міського голови у 2004 році, які ймовірно було сфальсифіковано.

## Географія
Місто розташоване в центральній частині Закарпатської області України та за своїм економічним потенціалом та кількістю населення займає друге місце в області після її адміністративного центру — м. Ужгорода.
Мукачево є містом обласного значення Закарпатської області, що розміщене на відстані 42 км від обласного центру м. Ужгород та адміністративним центром однойменного Мукачівського району. Місто розташоване на стику відрогів вулканічних Карпат і Закарпатської низовини, займає досить велику, щільно забудовану територію вздовж річки Латориця.

Річка Латориця ділить Мукачево на правобережну (центральну) і лівобережну частини

Завдяки винятково вигідному топографічному і геополітичному місце розташуванню (за 40-50 км від кордонів з Угорською і Словацькою Республіками, і відповідно 90-100 км від кордонів з Румунією і Польщею), Мукачево є транспортним вузлом міжнародних магістралей. Місто перетинають залізничні магістралі: Москва-Київ-Будапешт-Белград-Рим і (Москва-Київ-Братислава-Прага-Відень) та автомобільні траси E50, E58, E81 та E471: Київ-Будапешт-Відень і Київ-Прага.
Значна частина житлових будівель є на лівобережній частині річки. Тут проходить залізнична лінія та на південно-східному боці — промислова зона. Мукачево є «секстаполісом», що означає — шість міст. Це колишні поселення Росвигова (угор. Oroszvég), Підмонастир, Паланок, Підзамку, Підгород та саме Мукачево.
Навколишні гори — Галіш, Ловачка (див. також Ловачка (заповідне урочище)), Червона, Чернеча, Сороча, Попова, Павлова і Велика. Гора Червона Гірка на околиці Мукачева — найпівнічніша у світі місцевість, де ще кілька років тому вирощували чай.
В місті росте іменне дерево — липа «1848», пов'язане із іменем відомого поета Шандора Петефі.

## Клімат
За кліматичною класифікацією Кеппена — Гейгера клімат Мукачево є морським (Cfb). Найтепліший місяць — липень з середньою температурою 20,0 °C. Найхолодніший місяць — січень, з середньою температурою -2,7 °C.
| Клімат Мукачева         | Клімат Мукачева | Клімат Мукачева | Клімат Мукачева | Клімат Мукачева | Клімат Мукачева | Клімат Мукачева | Клімат Мукачева | Клімат Мукачева | Клімат Мукачева | Клімат Мукачева | Клімат Мукачева | Клімат Мукачева | Клімат Мукачева |
| Показник                | Січ.            | Лют.            | Бер.            | Квіт.           | Трав.           | Черв.           | Лип.            | Серп.           | Вер.            | Жовт.           | Лист.           | Груд.           | Рік             |
| Абсолютний максимум, °C | 0,6             | 3               | 9               | 15,9            | 21              | 23,8            | 25,7            | 25,2            | 21,1            | 15,4            | 8               | 2,8             | 14,3            |
| Середня температура, °C | −2,7            | −0,5            | 4,5             | 10,5            | 15,3            | 18,2            | 20,0            | 19,4            | 15,5            | 10,2            | 4,7             | 0,1             | 9,6             |
| Абсолютний мінімум, °C  | −5,9            | −4              | 0               | 5,1             | 9,6             | 12,7            | 14,3            | 13,6            | 10              | 5,1             | 1,4             | −2,5            | 5               |
| Норма опадів, мм        | 46              | 39              | 40              | 47              | 70              | 87              | 78              | 70              | 50              | 46              | 51              | 59              | 683             |
| ----------------------- | --------------- | --------------- | --------------- | --------------- | --------------- | --------------- | --------------- | --------------- | --------------- | --------------- | --------------- | --------------- | --------------- |
| Джерело:                |                 |                 |                 |                 |                 |                 |                 |                 |                 |                 |                 |                 |                 |

У червні 2017 місто постраждало від урагану. Вітер досягав 15-20 м/c та зніс цегляну стіну.

## Населення
Чисельність населення міста, за даними на 1 січня 2025 року, становить 75 670 постійних жителів, наявне населення — 80 тисяч осіб.
Історична динаміка національного складу за даними переписів, %
|          | 1930 | 1959 | 1989 | 2001 |
| -------- | ---- | ---- | ---- | ---- |
| українці | 29,4 | 56,9 | 70,2 | 77,1 |
| росіяни  |      | 15,9 | 14,9 | 9,0  |
| угорці   | 25,3 | 14,9 | 8,5  | 8,5  |
| німці    | 4,5  |      | 1,0  | 1,9  |
| роми     |      |      | 2,5  | 1,4  |
| євреї    | 40,3 | 5,8  | 1,5  | 0,4  |

Національний склад населення Мукачева за даними перепису 2001 року:
| N | Національність | Кількість | Всього (%) |
| - | -------------- | --------- | ---------- |
| 1 | Українці       | 62 965    | 77,13      |
| 2 | Росіяни        | 7326      | 8,97       |
| 3 | Угорці         | 6975      | 8,54       |
| 4 | Німці          | 1592      | 1,95       |
| 5 | Роми           | 1130      | 1,38       |
| 6 | Білоруси       | 352       | 0,43       |
| 7 | Словаки        | 303       | 0,37       |
|   | інші           | 994       | 1,22       |
|   | Всього         | 81 637    | 100,0      |

### Мовний склад
Рідна мова населення Мукачева за даними перепису 2001 року:
| N  | Мова       | Кількість | Всього (%) |
| -- | ---------- | --------- | ---------- |
| 1  | Українська | 63 371    | 77,63      |
| 2  | Російська  | 8753      | 10,72      |
| 3  | Угорська   | 7873      | 9,64       |
| 4  | Німецька   | 914       | 1,12       |
| 5  | Білоруська | 122       | 0,15       |
| 6  | Словацька  | 98        | 0,12       |
| 7  | Вірменська | 58        | 0,07       |
| 8  | Ромська    | 39        | 0,05       |
| 9  | Молдавська | 24        | 0,03       |
| 10 | Румунська  | 24        | 0,03       |
| 11 | Єврейська  | 24        | 0,03       |
| 12 | Польська   | 18        | 0,02       |
| 13 | Болгарська | 16        | 0,02       |
|    | інші       | 303       | 0,37       |
|    | Всього     | 81 637    | 100,00     |

Українська мова є основною та єдиною офіційною мовою міста.

### Єврейська громада
Євреї почали селитися в Мукачеві, що входило до складу угорських земель імперії Габсбургів, у середині XVII століття. Аристократичне сімейство Шенборн, що володіло Мукачевом із 1711 року, охоче приваблювало до міста євреїв, наклавши на них лише податок за проживання. 1891 року в Мукачеві проживало 5049 євреїв (47,9 % населення), у 1910 — 7675 (44 %), у 1921 — 10 012 (48 %), у 1930 — 11 241 єврей (43 %). Після окупації Угорщини німецькими військами у квітні 1944 в Мукачеві було створено два гетто. Наприкінці квітня — початку травня 1944 вони були ліквідовані, і в'язнів депортували до Аушвіца.

## Економіка та зайнятість
Основні галузі — виробництво меблів, спортивного спорядження, виробництво електроенергії, виробництво електричного та електронного устаткування (завод «Флекстронікс»), сільське господарство та харчова промисловість. За даними Євростату, в 2016-му Україна забезпечила до 50 % потреб Євросоюзу в лижах, поставивши туди 731,4 тисячі одиниць, залишивши позаду Китай (420,6 тисячі). На спільному Австро-Українському підприємстві (Fischer-Мукачево) зайнято 1 200 українських робочих, забезпечуючи четверту частину світового ринку, випускаючи по 3,5 тисячі пари лиж та ключок щодня.

## Спорт
2 басейни: Авангард та ДЮСШ.

## Транспорт
В Мукачеві є три автошляхи в мікрорайоні «Паланок», біля ринку, та головна траса біля Епіцентру. Пролягає залізнична магістраль Чоп — Стрий — Львів, на станції зупиняються швидкі потяги до Києва, Запоріжжя, Одеси, Солотвина, Ужгорода, австрійського Відня, є приміське сполучення до Лавочного, Стрия, Львова, Ужгорода та Сянок. Від станції Мукачево — Захід відправляються потяги до угорської столиці Будапешт та міста Кошиці в Словаччині.

### Автобусна система
В Мукачеві діє автобусна система, що складається з 10 міських та кількох приміських маршрутів, відкрита 12 вересня 2017. На міських маршрутах курсують автобуси Ataman А092H6, а на приміських — приватники на ПАЗ-4234. В місті також діє безготівкова оплата проїзду — за допомогою банківської картки чи електронного квитка.

## Відомі особи

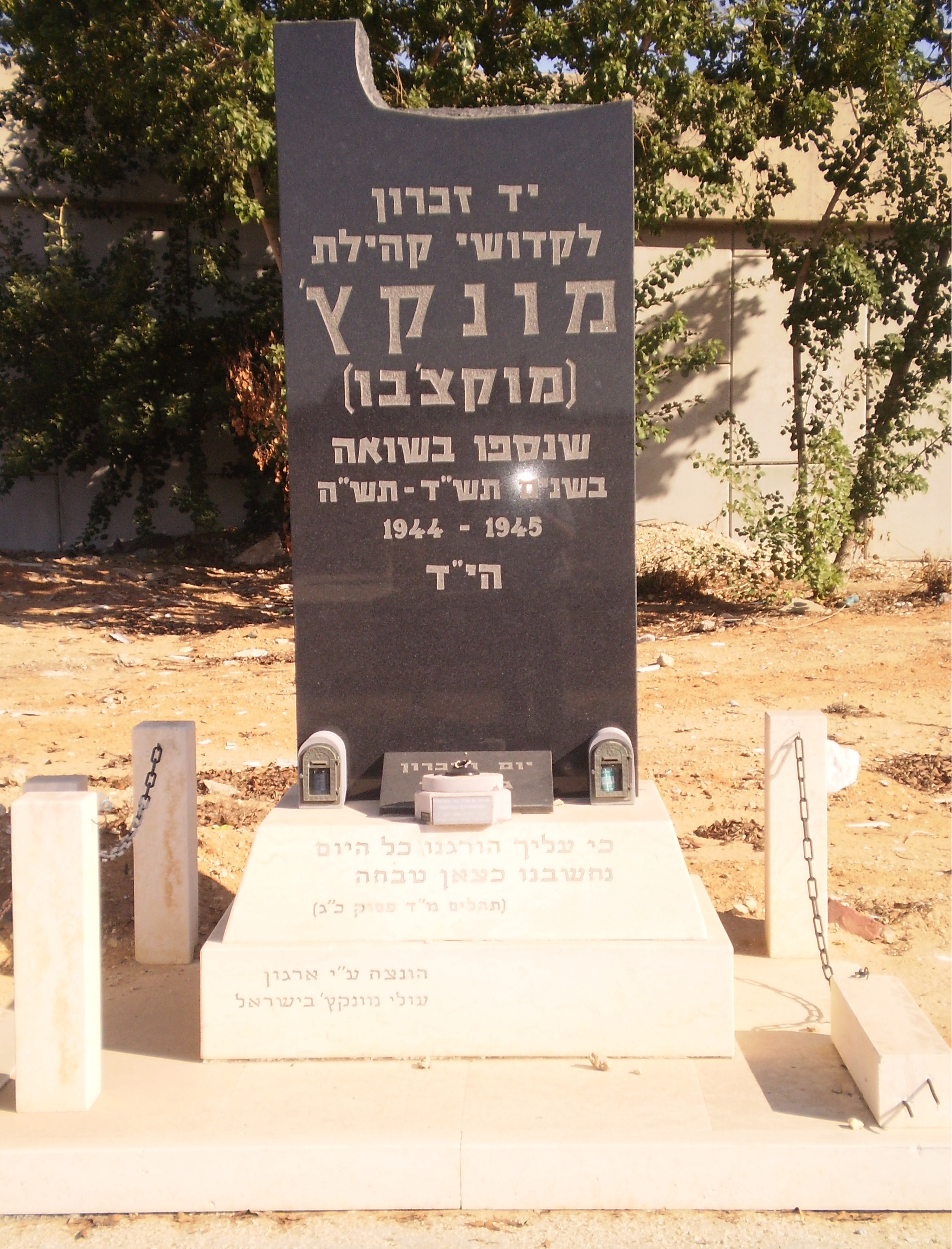
Меморіал, присвячений містянам-жертвам Голокосту (Холон, Ізраїль)

### Військовики
- Віталій Гопонько (1988—2014) — військовий, сержант загинув при виконанні бойових обов'язків, під час АТО.
- Кирило Дубровський (* 1998) — капітан Збройних Сил України, учасник російсько-української війни.
- Віктор Каричак (2003—2022) — солдат Збройних сил України, учасник російсько-української війни, що загинув у ході російського вторгнення в Україну в 2022 році.
- Артур Пашкуляк (1979—2023) — солдат Збройних сил України, учасник російсько-української війни. Герой України (посмертно).
- Михайло Покидченко (1989—2016) — солдат Збройних сил України, учасник російсько-української війни.
- Павло Стець (1990—2014) — старший сержант Збройних сил України, учасник російсько-української війни, що почалась в 2014.
- Юліан Химинець — керівник екзекутиви ОУН у Закарпатті протягом 1932—1938.
- Вільгельм Штольцель (1992—2014) — прикордонник, загинув при виконанні бойових обов'язків, під час АТО.

### Науковці
- Юрій Андрашко — лікар-дерматовенеролог, доктор медичних наук.
- Іван Бубряк — український науковець, доктор біологічних наук, професор. Завідувач кафедри фізіології рослин і дарвінізму Ужгородського державного університету.
- Федір Ващук — український учений у галузі інформатики.
- Василь Маринець — учений в галузі математики.
- Володимир Міца — український науковець, доктор фізико-математичних наук, професор Ужгородського національного університету, заслужений діяч науки і техніки України, академік Академії наук вищої школи України, зовнішній член Угорської академії наук.
- Йосип Сікура — угорський професор, доктор біологічних наук, ректор Закарпатського угорського інституту імені Ференца Ракоці II. Доктор біологічних наук, г.н.с Інституту клітинної біології та генетичної інженерії НАН України, зовнішній член Угорської академії наук, дійсний член Академії екологічних наук Республіки Молдова.
- Карой Шегмет — письменник з туризму, дослідник печер, інженер залізниці та заступник директора MÁV.
- Тиберій Шкіря — український науковець, професор, доктор технічних наук, Заслужений діяч науки і техніки України.

### Художники
- Іван Бровді (з 1998) — скульптор і художник.
- Андрій Іванчо (з 2009 року) — живописець.
- Мігай Мункачі — угорський живописець німецького походження, зачинатель і творець угорського реалістичного живопису.
- Золтан Мічка (з 2000) — живописець.
- Тіберій Сільваші — український художник-абстракціоніст.
- Юрій Сяркевич (з 2004) — живописець.
- Антон Шепа — заслужений художник України.
- Микола Шматько — український скульптор, художник.

### Літератори
- Богдан Будник — письменник історичного жанру.
- Ірена Висоцька — дитяча письменниця, журналіст, двоюрідна сестра Володимира Висоцького.
- Марія Головач — поетеса.
- Юрій Мейгеш (з 1976) — письменник.

### Музика
- Святослав Вакарчук — український музикант, лідер рок-гурту «Океан Ельзи».
- Віктор Янцо — український композитор і музикант. Автор гімну Мукачева, керівник рок-гурту «Rock-H».

У Мукачеві працюють:

### Заслужені працівники культури України
- Ілля Греба (з 2007) — викладач Мукачівської дитячої школи мистецтв № 1 ім. С. Мартона
- Михайло Дашковський — журналіст.
- Рудольф Лаутнер (з 1996) — керівник Народного цирку «Дружба» при Мукачівському міському будинку культури.
- Марія Тру (з 1979) — директор Мукачівської міської централізованої бібліотечної системи.
- Василь Цигак (з 1999) — директор Мукачівського історичного музею «Замок „Паланок“».
- Олена Яцканич (з 1999) — керівник народного самодіяльного хореографічного колективу шоу-балету «Сучасник».

### Заслужені діячі мистецтв України
- Володимир Волонтир (з 1999) — художній керівник і диригент Зразкового хору хлопчиків та юнаків Мукачівської хорової школи.
- Оксана Лиховид-Стецик (з 2007) — музикознавець, композитор, уродженка м. Мукачево
- Олена Рудловчак (1919—2007) — український літературознавець, фольклорист, журналіст.
- Федір Турянин (1994—2013) — викладач хорових дисциплін Мукачівського педагогічного коледжу, керівник самодіяльної чоловічої хорової капели вчителів Мукачівського району.

### Заслужені артисти України
- Юрій Горуля — артист Закарпатського обласного російського драматичного театру.
- Валерій Столяров — артист Закарпатського обласного російського драматичного театру.
- Василь Фурдь — артист Закарпатського обласного російського драматичного театру.

Народні артисти України:
- Лідія Пирогова — артистка Закарпатського обласного російського драматичного театру.

### Кіноматограф
- Джек Гафрейн — американський режисер театру і кіно, письменник, педагог, продюсер.
- Людвік Ража — чеський режисер.
- Тиводар Урай (угор. Uray Tivadar; 9 листопада 1895, Мукачево — 22 червня 1962, Будапешт) — угорський актор, кіноактор, лауреат премії Кошута. — угорський актор, кіноактор, лауреат премії Кошута.
- Дюла Чортош — угорський актор, кіноактор.

### Спортсмени
- Йожеф Беца (угор. Becza József) — радянський футболіст, півзахисник. Гравець збірної СРСР. Майстер спорту (з 1961), заслужений майстер спорту СРСР (з 1991), заслужений тренер Вірменської РСР (з 1980), заслужений тренер Росії. Орден «За заслуги» III ступеня (2004).
- Юрій Габовда — футболіст, нападник «Кривбасу» (Кривий Ріг).
- Анастасія Горбунова (* 1995) — українська гірськолижниця.
- Іван Качур — радянський та український футболіст та тренер.
- Михайло Мозер (22.06.1936, Мукачево — 28.10.1993) — тенісист.
- Анатолій Мущинка — радянський та український футболіст.
- Віктор Ряшко — радянський та український футболіст (півзахисник) і тренер.
- Іван Ряшко — радянський легкоатлет, рекордсмен СРСР (біг на 400 м), майстер спорту міжнародного класу з легкої атлетики.
- Марина Ткаченко — українська баскетболістка, олімпійська чемпіонка.

### Церковники
- Андрій (Бачинський) — Мукачівський єпископ у 1772—1809 роках.
- Феодор (Мамасуєв) — Його високопреосвященство кир Фео́дор (також Фе́дір, у миру Мамасуєв Олександр Семенович) — архієрей Української православної церкви (Московського патріархату) з 2007 року, архієпископ Мукачівський і Ужгородський, духівник Мукачівського Миколаївського монастиря (1997 -).
- Архімандрит о. Василій (Пронін) — У Мукачівському монастирі 47 років прожив відомий богослов, історик, учений отець Василій. Написав «Історію Мукачівської єпархії», «Палеоліт Чернечої гори» та інші наукові праці. Віднайшов рукописи О. Духновича, А. Коцака, описав монастирську бібліотеку, яка налічувала 6400 книг.

### Інші
- Галина Гороховська — заслужений працівник промисловості України.
- Володимир Кампо — український юрист, суддя Конституційного Суду України.
- Віктор Машіка — правознавець.
- Лоліта Мілявська — співачка, акторка, телеведуча і режисер. Більше відома глядачеві під сценічним ім'ям — Лоліта. Зараз проживає в Російській Федерації.
- Ернест Улинець — генерал-лейтенант служби цивільного захисту (08.2008); Голова Державної інспекції техногенної безпеки України (з 24.12.2010).
- Юрій Юкечев — російський композитор, музичний педагог.
- Едуард Перец — (відомий як EdisonPts) популярний український російськомовний летсплейщік, майнкрафтер, ютубер, відеоблогер.

### Політики, громадські діячі
- Андрелла Михайло, (літературний псевдонім — Оросвигівський) — (1637–1710) — громадський та церковний діяч, український письменник-полеміст.
- Віктор Балога — український політичний та державний діяч, міністр з надзвичайних ситуацій, глава Секретаріату Президента, народний депутат, голова Закарпатської ОДА, мукачівський міський голова.
- Віктор Кальник — депутат Верховної Ради України, Надзвичайний і Повноважний Посол України.

## Міста-побратими
| - Угорщина, Ньїрмеддьєш (2009) - Угорщина, Матесалька (2009) - Угорщина, Егер (2011) - Угорщина, Кішварда - Польща, Мелець (2011) - Словаччина, Гуменне. (2010) - Словаччина, Пряшів | - Сербія, Суботиця (2008) - Сербія, Сента - Україна, Харцизьк - Україна, Вугледар - Україна, Коломия - Чехія, Пельгржимов - Німеччина, Бамберг |

## ЗМІ

### Газети
«Зубрівки»
- «Новини Мукачева»
- «Мукачівська Ратуша» (офіційна Мукачівського міськвиконкому)
- «Панорама»
- «Старий Замок» і «Старий Замок-Паланок» — обласні газети, видавалися у 1997—2014 роках.

## Культура

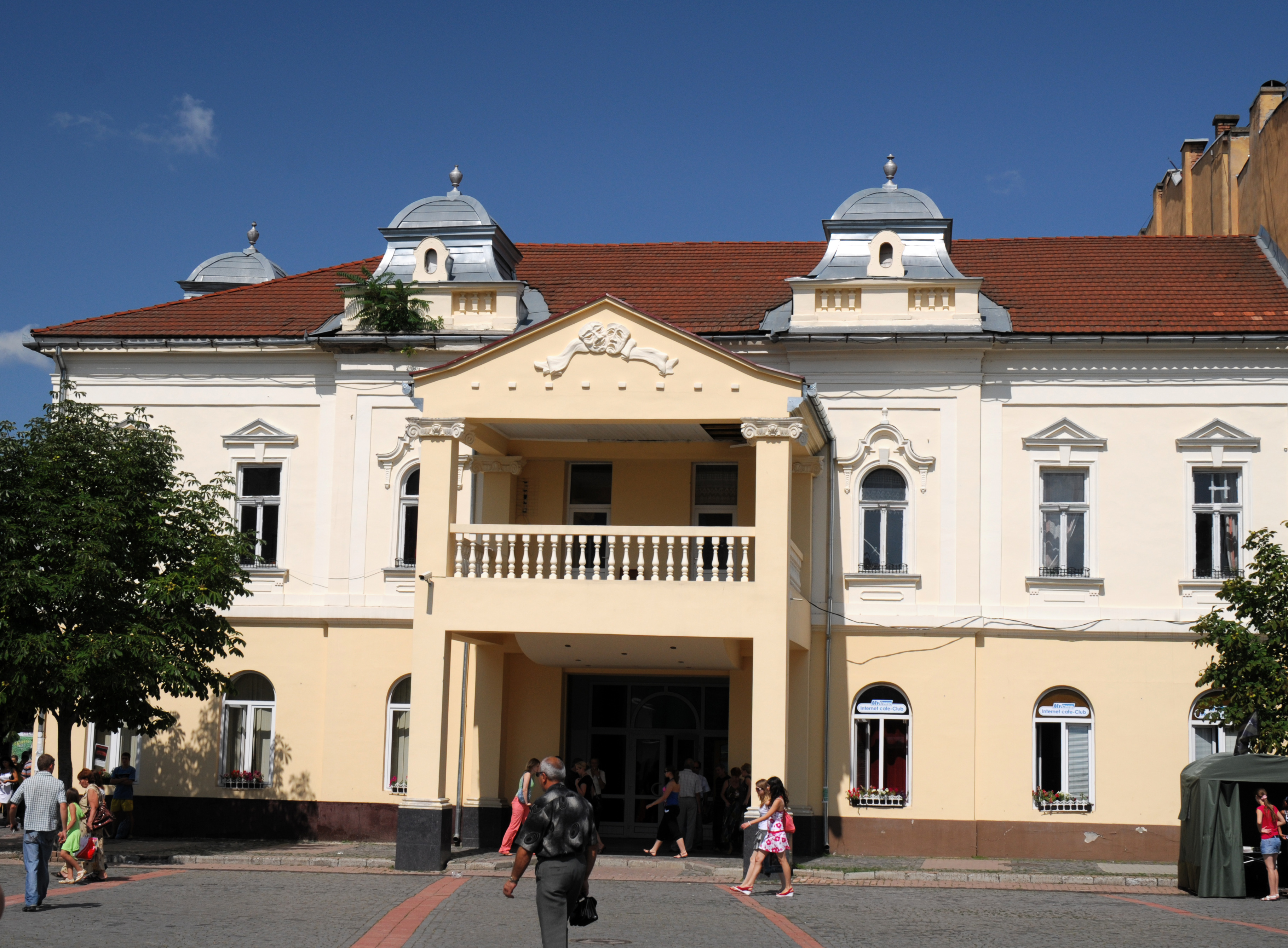
Мукачівський драматичний театр

В місті діє Мукачівський драматичний театр (пл. Кирила та Мефодія, 1).

### Гімн
Гімн Мукачева був затверджений 25 червня 2009 року на 46-й сесії Мукачівської міської ради 5 скликання. Автор музики — член НСКУ Віктор Янцо, авторка тексту — мукачівська поетеса Лариса Бегун. Їх було визнано переможцями конкурсу, який тривав понад 2 роки.

### Музеї
Музей Володимира Микити
Мукачівський історичний музей

## Пам'ятники Мукачева
Докладніше: Пам'ятники Мукачева

## Кулінарія
Візитівкою міста є торт Мукачево. В основі авторського десерту медові коржі з кремом із молочного шоколаду, яблучний джем та карпатські горіхи.

## Освіта
З 1958 в Мукачеві функціонує еколого-натуралістичний центр учнівської молоді (колишня Станція юних натуралістів), завданням якого є екологічне виховання дітей. Вихованці Центру, брали активну участь у багатьох конкурсах (від міського до міжнародного рівня), у яких мають значні досягнення та систематичні перемоги.

## Туристичні місця
- Замок «Паланок»
- Жіночий Свято-Миколаївський монастир
- Чайна плантація на «Красній горі»
- Деякі локації на території Мукачева входять до складу відомих туристичних маршрутів, таких як: Гастрономічний шлях, Винний шлях, Медовий шлях Закарпаття.
- Кінофільми які знімали в Мукачеві: «Koriatovic» 1923, «Іванна», 1959 р., «Жайворонок», 1964 р., «Час полнолуния», 1988 р., «Овод», 2003р .
- В місті росте іменне дерево — липа «1848», пов'язане із іменем відомого поета Шандора Петефі.

### Свята
- Щороку в січні напередодні дня святого Василя в місті проводиться фестиваль «Червене вино». Гості фестивалю мають змогу безкоштовно продегустувати, а також придбати вина від приватних виноробів та відомих компаній. Окрім того, «Червене вино» — це ще й справжнє народне свято з колядками, щедрівками та подарунками.
- У травні відбувається День Мукачева
- День покровителя Мукачева — святого Мартина (11-12 листопада). Урочисте відкриття Дня святого Мартина відбувається в центрі міста. Аатрибути свята — ліхтарики і гуси, й також цього дня відкривають першу діжку з молодим вином. Вулицями Мукачева проходить дитяча хода з ліхтариками. Також влаштовується театралізоване дійство, яке переказує легенду про святого Мартина, у тому числі найвідоміший її епізод, коли Мартин відрізав частину свого плаща і віддав жебраку, щоб той зігрівся, святкове богослужіння на честь покровителя міста.

## Релігійні та культові споруди

### Християнство

#### Католицька церква
- Кафедральний собор Святого Мартина (РКЦ) (вул. Миру, 9);
- Кафедральний собор Успіння Пресвятої Богородиці (МГКЄ) (вул. Успенська, 2);
- Костел Ісусового Серця (площа Паланок, 2);
- Костел Імені Пресвятої Діви Марії (вул. Яноша Баллінга, 33-Б);
- Костел Святого Франциска (вул. Яноша Гуняді, 5);
- Монастир Згромадження сестер домініканок Блаженної Імельди (РКЦ) (вул. Йожефа Капорнаї, 24);
- Храм Зіслання Святого Духа (вул. Олександра Митрака, 30-А)

#### Православна церква
- Церква Успіння Пресвятої Богородиці ПЦУ (вул. Ярослава Мудрого, 42-А);
- Кафедральний собор ікони Божої Матері «Почаївської» (вул. Успенська, 7);
- Кафедральний собор Різдва Пресвятої Богородиці (вул. Яна Амоса Коменського, 43-Б);
- Собор Святих Рівноапостольних Кирила і Мефодія (вул. Росвигівська, 17-Б);
- Свято-Троїцький храм (вул. Підгородська, 1);
- Свято-Михайлівський храм (вул. Свято-Михайлівська, 12-Б);
- Церква Преображення Господнього (вул. Михайла Токаря, 71-А);
- Церква Преображення Господнього (вул. Івана Франка-бічна, 12-А);
- Вознесенська церква (вул. Івана Франка, 146-А);
- Церква Святого Духа (набережна Незалежності, 2-Б);
- Церква Різдва Пресвятої Богородиці (вул. Яноша Баллінга, 35-А);
- Церква Різдва Пресвятої Богородиці (вул. Університетська, 75);
- Свято-Миколаївська церква (вул. Адольфа Добрянського, 34);
- Свято-Петропавлівська церква (вул. Росвигівська, 36-А);
- Церква Святих Апостолів Петра і Павла (вул. Петра Сагайдачного, 103);
- Церква Святого Іоанна Богослова (вул. Кооперативна, 16);
- Церква Святого Архистратига Божого Михаїла (вул. Підгорянська, 92);
- Монастир Святого Миколая отців Василян (вул. Монастирська, 15);
- Свято-Миколаївський жіночій монастир, Миколаївська церква (вул. Північна, 2);
- Красногорівський чоловічий монастир, Храм Всіх Святих.

#### Протестантизм
- Церква ЄХБ «Благодать» (вул. Свято-Михайлівська, 47);
- Церква ЄХБ (вул. Закарпатська, 2);
- Дім Молитви Церкви ЄХБ (вул. Миколи Гоголя, 14);
- Дім Молитви (вул. Івана Маргітича, 24);
- Церква ХВЄ «Ковчег» (вул. Ужгородська, 107-А);
- Церква «Воскресіння» (вул. Ужгородська, 4);
- Церква «Жива Вода» (вул. Підопригори, 5);
- Церква «Живого Бога» (вул. Росвигівська, 9-А);
- Дім Молитви Церкви адвентистів сьомого дня (вул. Івана Сільвая, 37);
- Церква адвентистів сьомого дня «Еммануїл» (вул. Набережна Незалежності, 3);
- Християнська євангельська церква «Царство Боже» (вул. Руська, 3)
- Реформатська церква (вул. Олександра Духновича, 11);

### Юдаїзм
- Синагога (вул. Мостова, 7);
- Ортодоксальна синагога (вул. Берегівська, 3).

### 13-тий місяць
- Церква братів тринадцятого місяця

Галерея
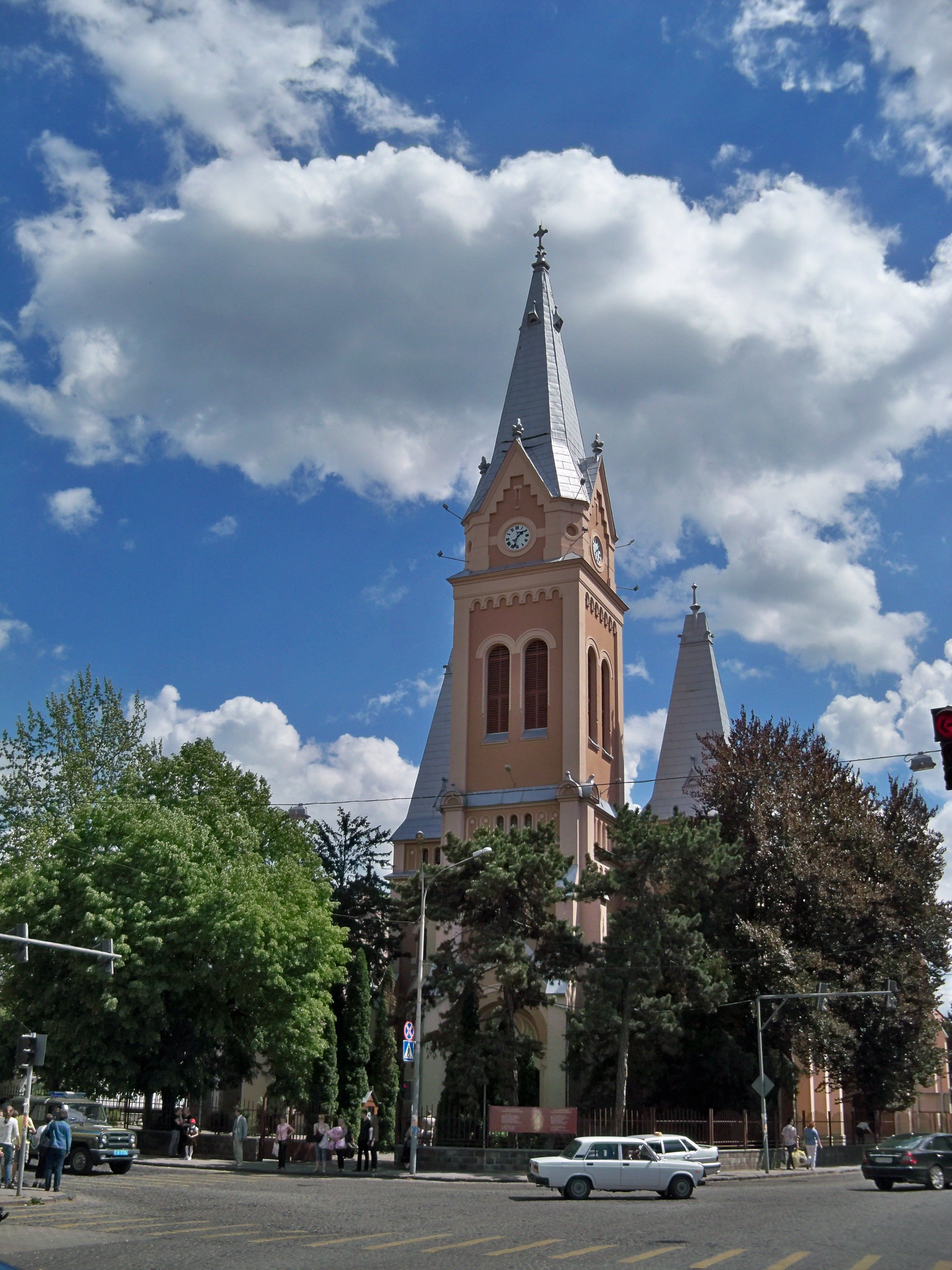
Кафедральний собор Святого Мартина з Туру
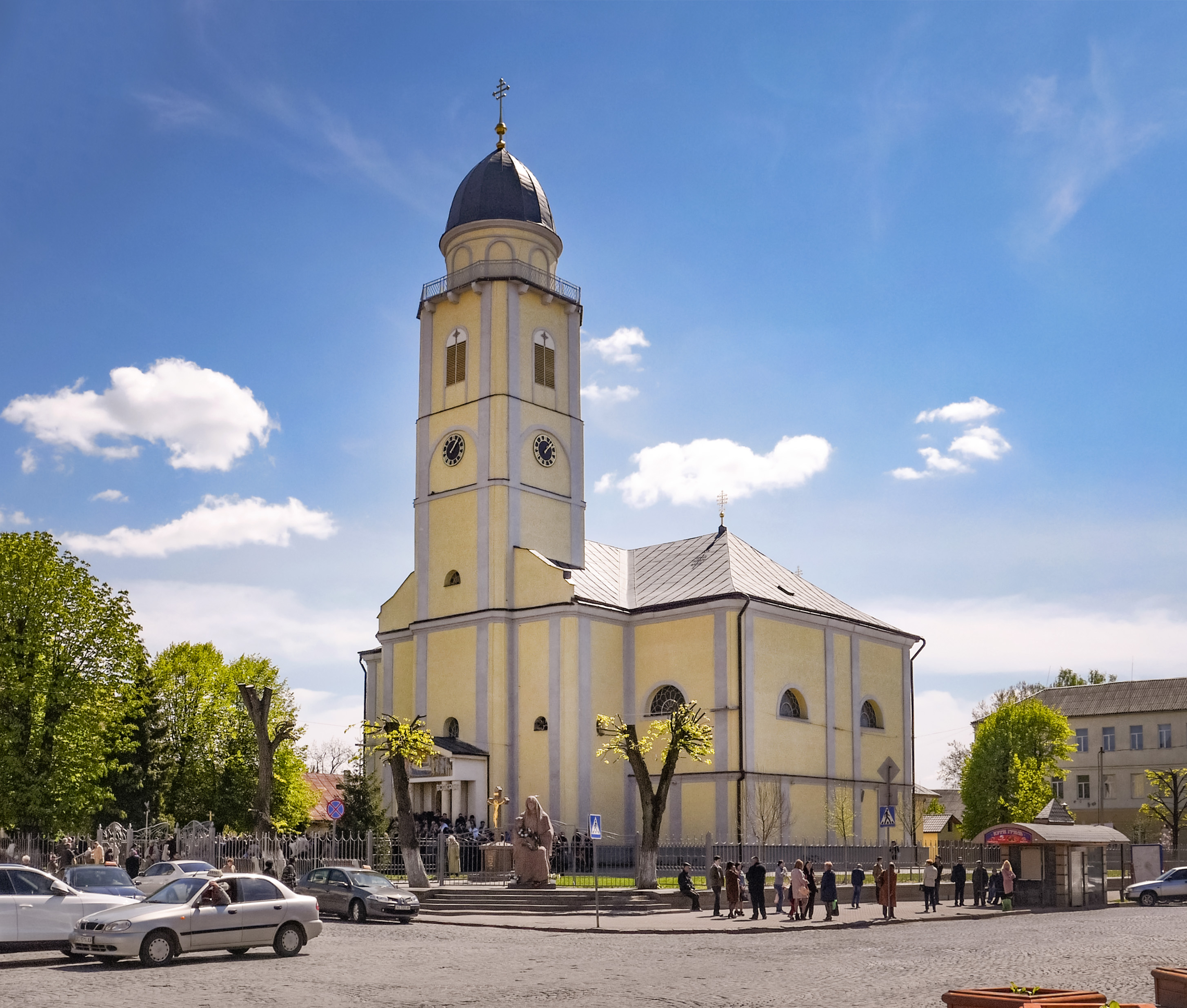
Конкафедральний собор Успіння Пресвятої Богородиці
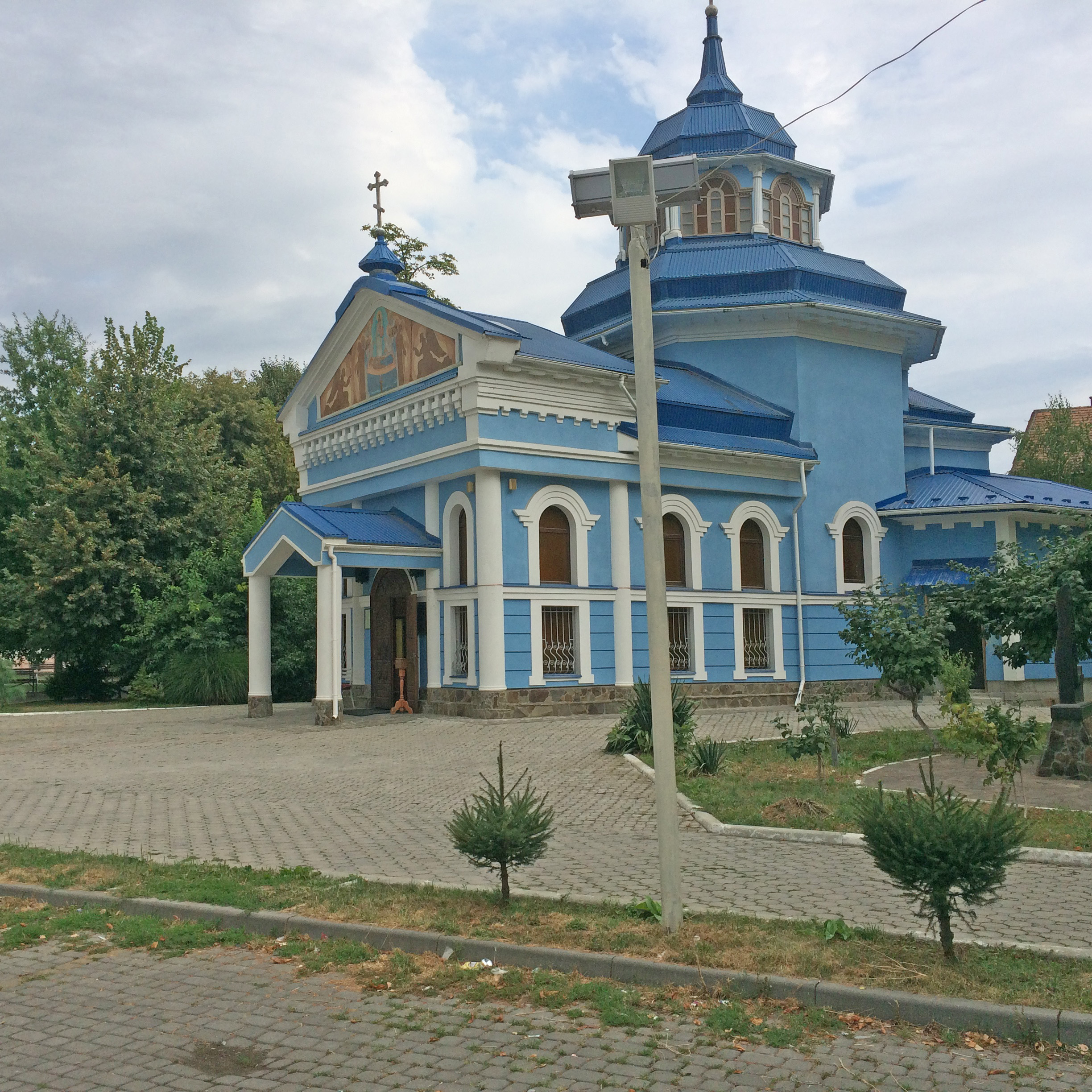
Церква Успіння Пресвятої Богородиці
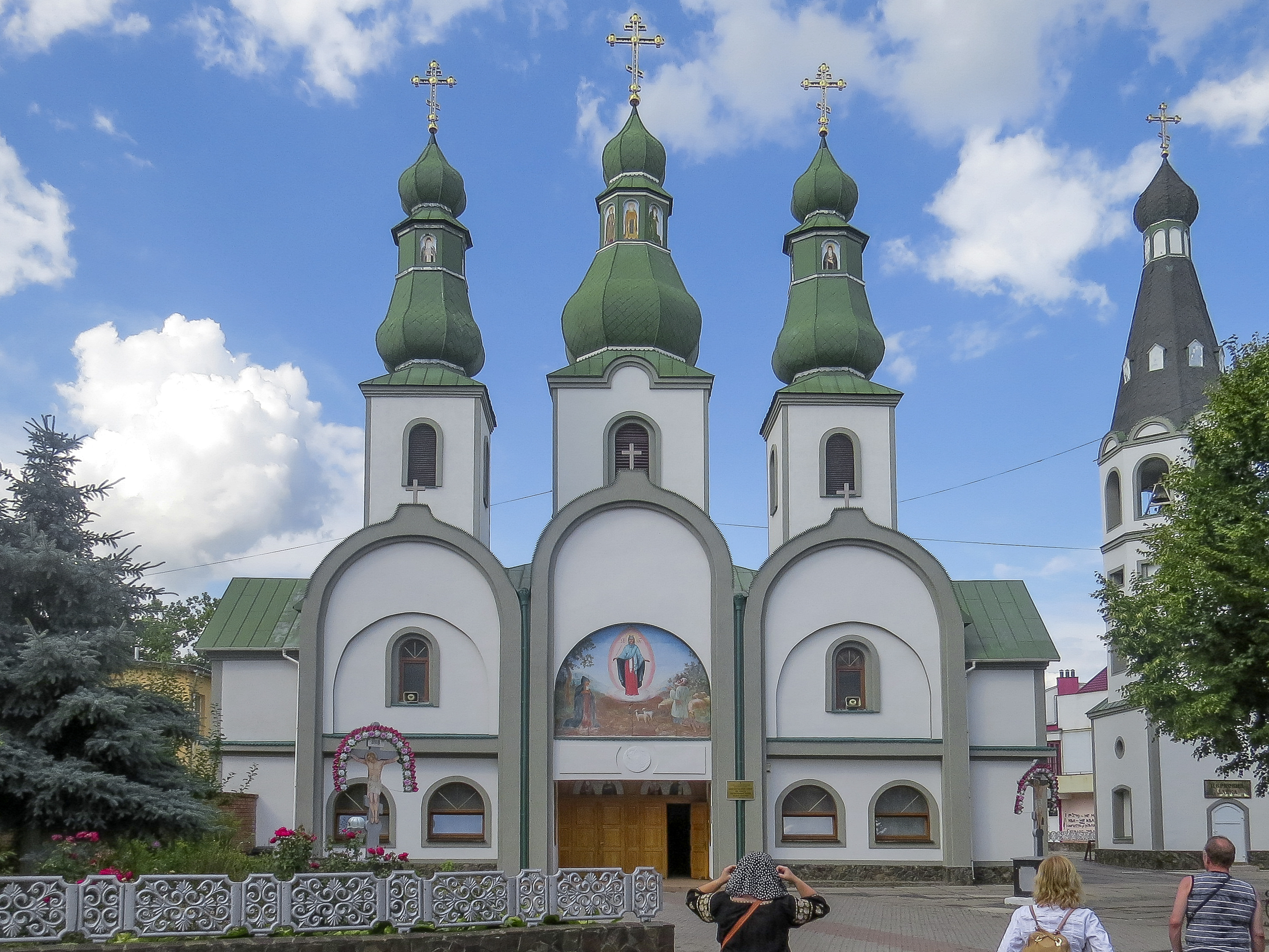
Церква ікони Божої Матері "Почаївської"
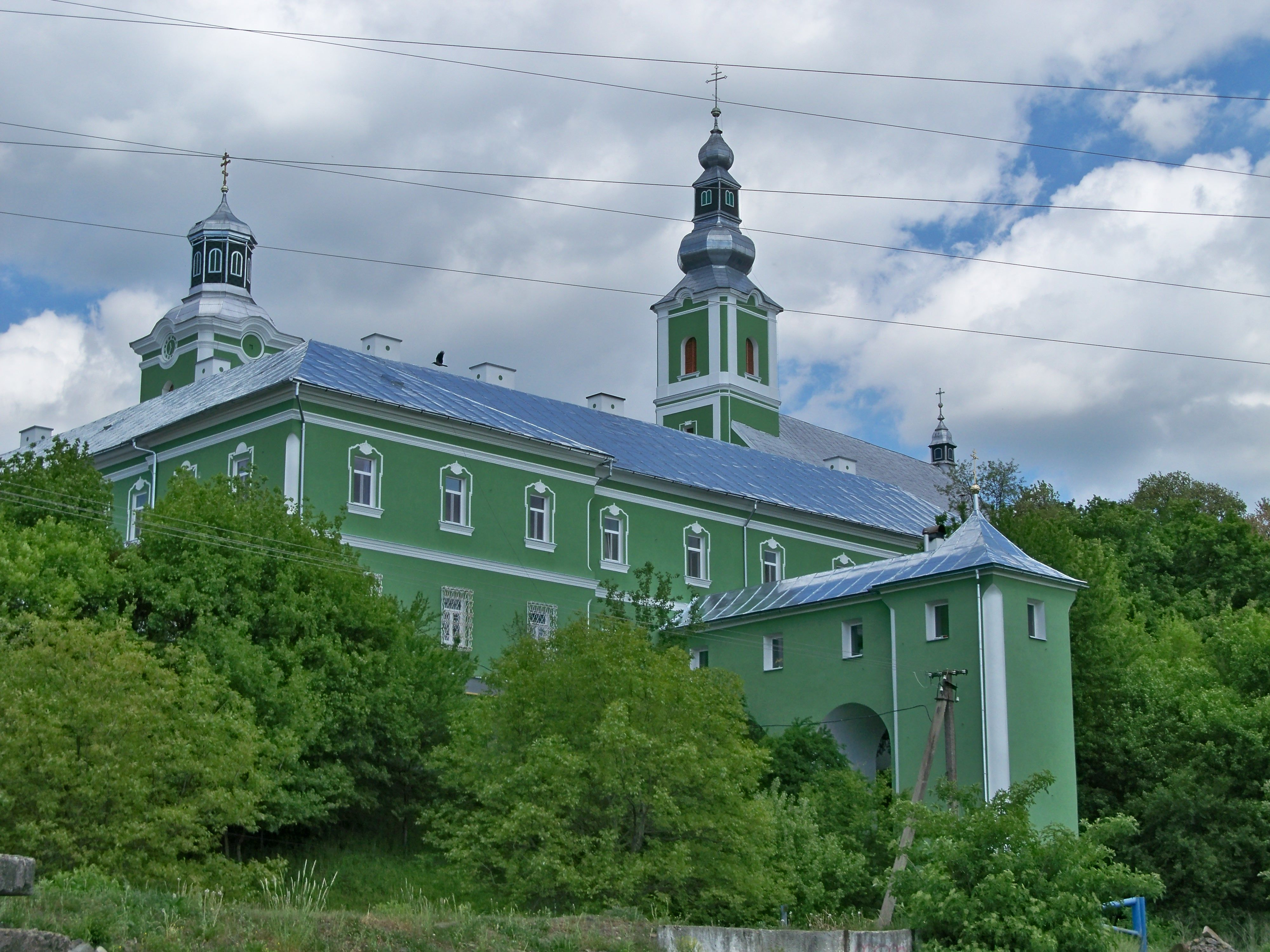
Вид на Свято-Миколаївський жіночій монастир та один з його мурів
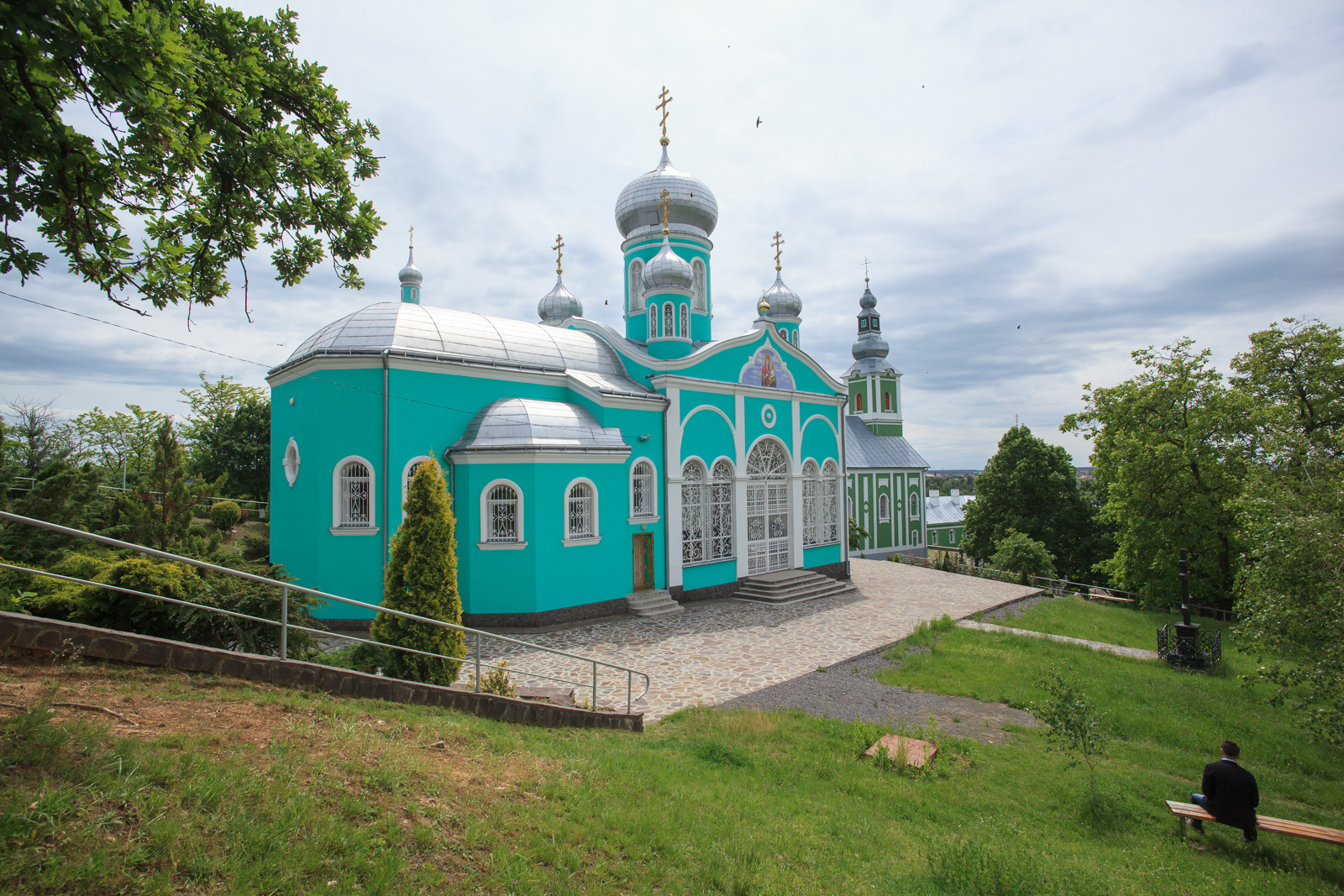
Каплиця на території Свято-Миколаївського жіночого монастиря
Церква Зіслання Святого Духа
Вітраж церкви Зіслання Святого Духа
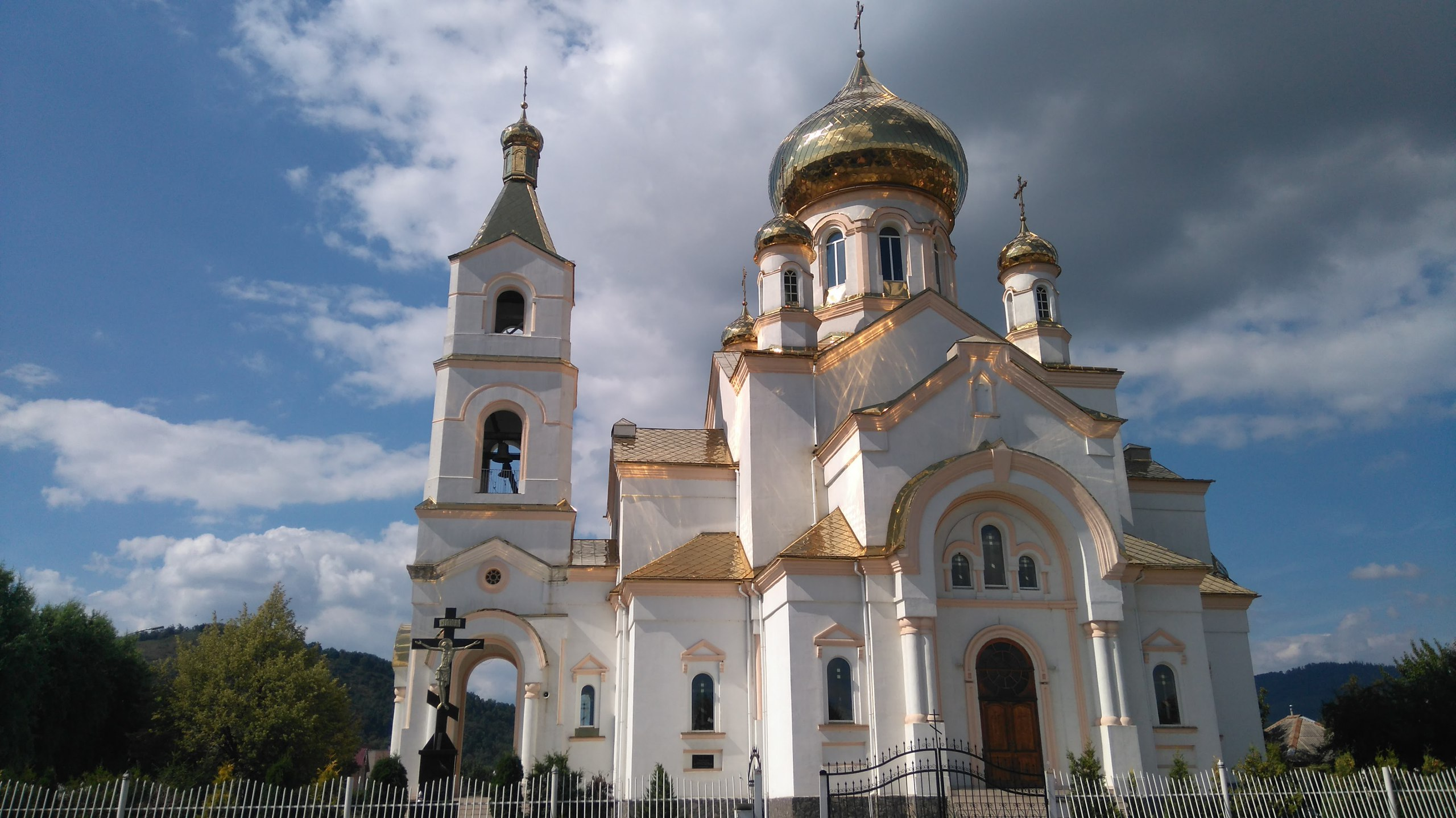
Собор Різдва Пресвятої Богородиці
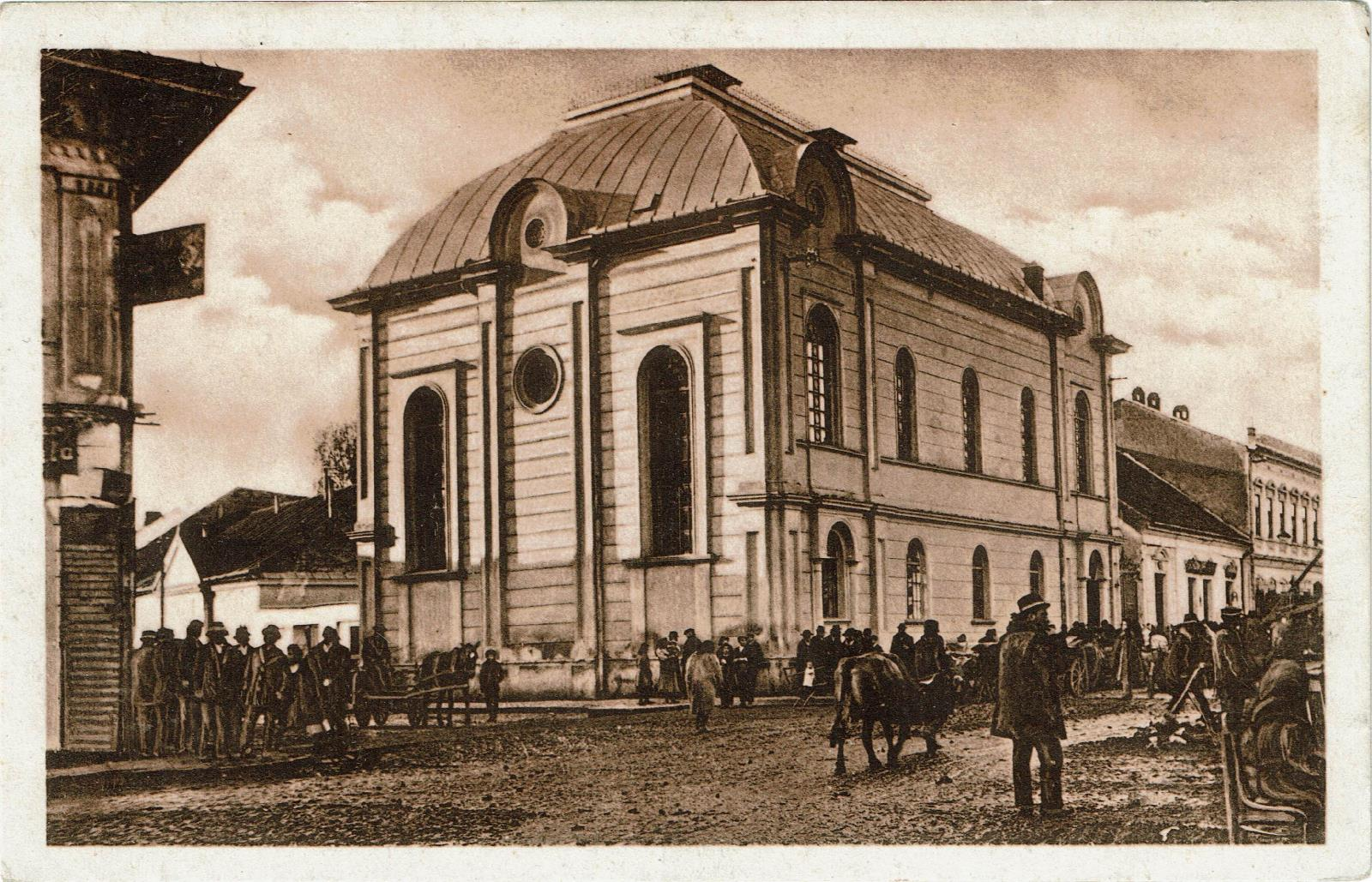
Колишня синагога

## Цвинтарі
У місті є чотири цвинтарі: цвинтар вулицею Миру, на автошляху Мукачево — Іршава, по вулиці Томаша Масарика, старе закрите кладовище в мікрорайоні Підгоряни (п.в.) та по вулиці Данила Галицького. На останньому поховані:
- Олександр Митрак (16 жовтня 1837 — 17 березня 1913) — український письменник, фольклорист і етнограф Закарпаття,
- Пенчо Пенчев — перший Герой Соціалістичної Праці у Закарпатській області.

## Галерея

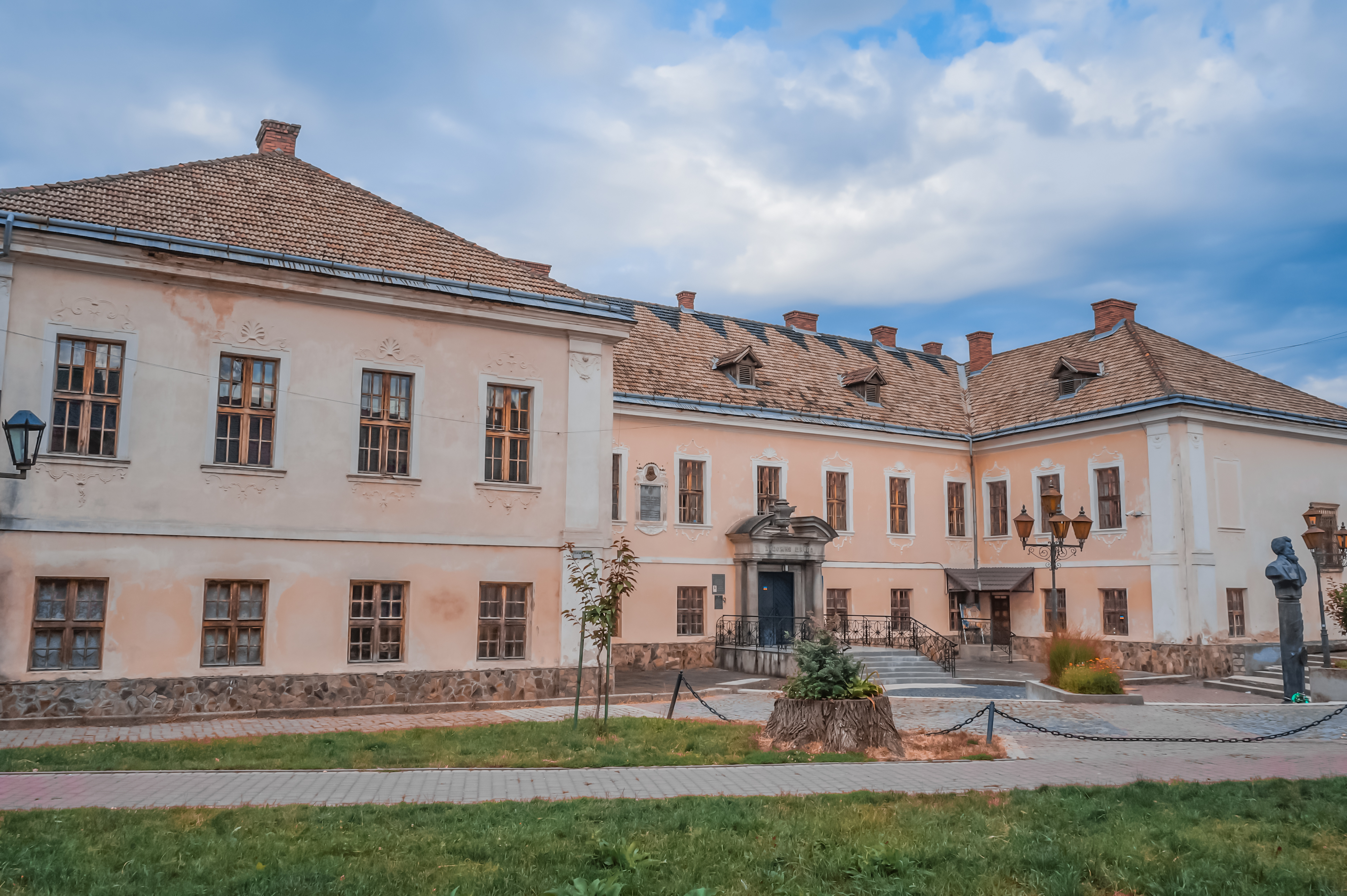
Палац князів Ракоці / Шенборнів. Нині Мукачівський художній інститут
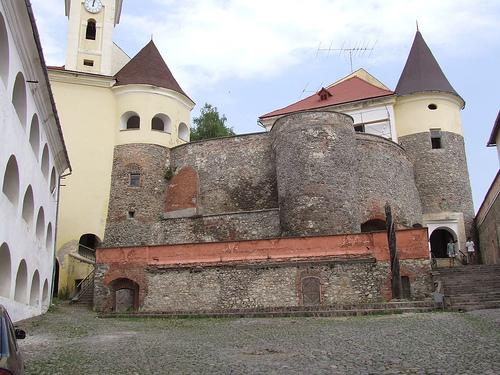
Замок «Паланок». Вигляд на мур верхнього двору
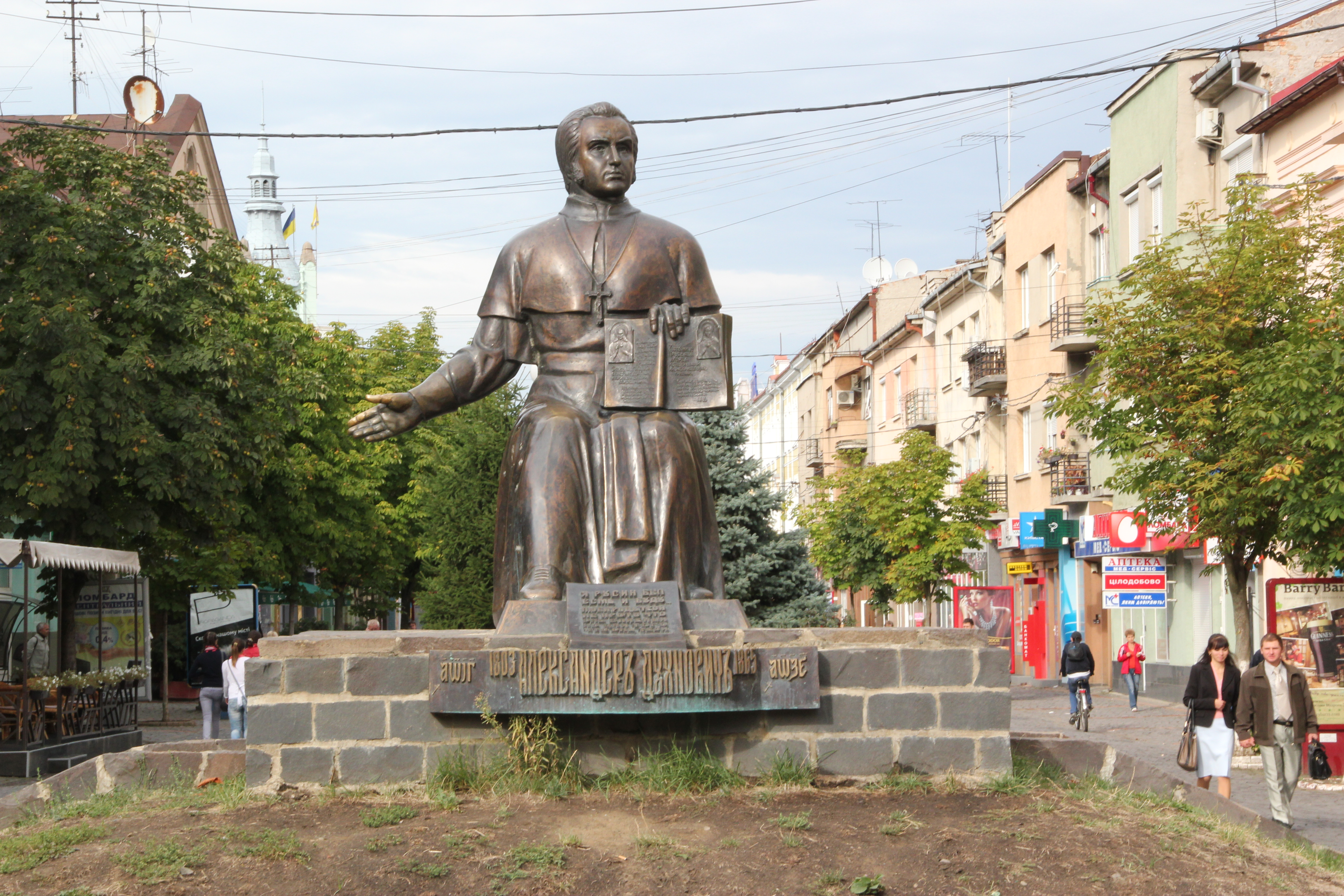
Пам'ятник Олександру Духновичу
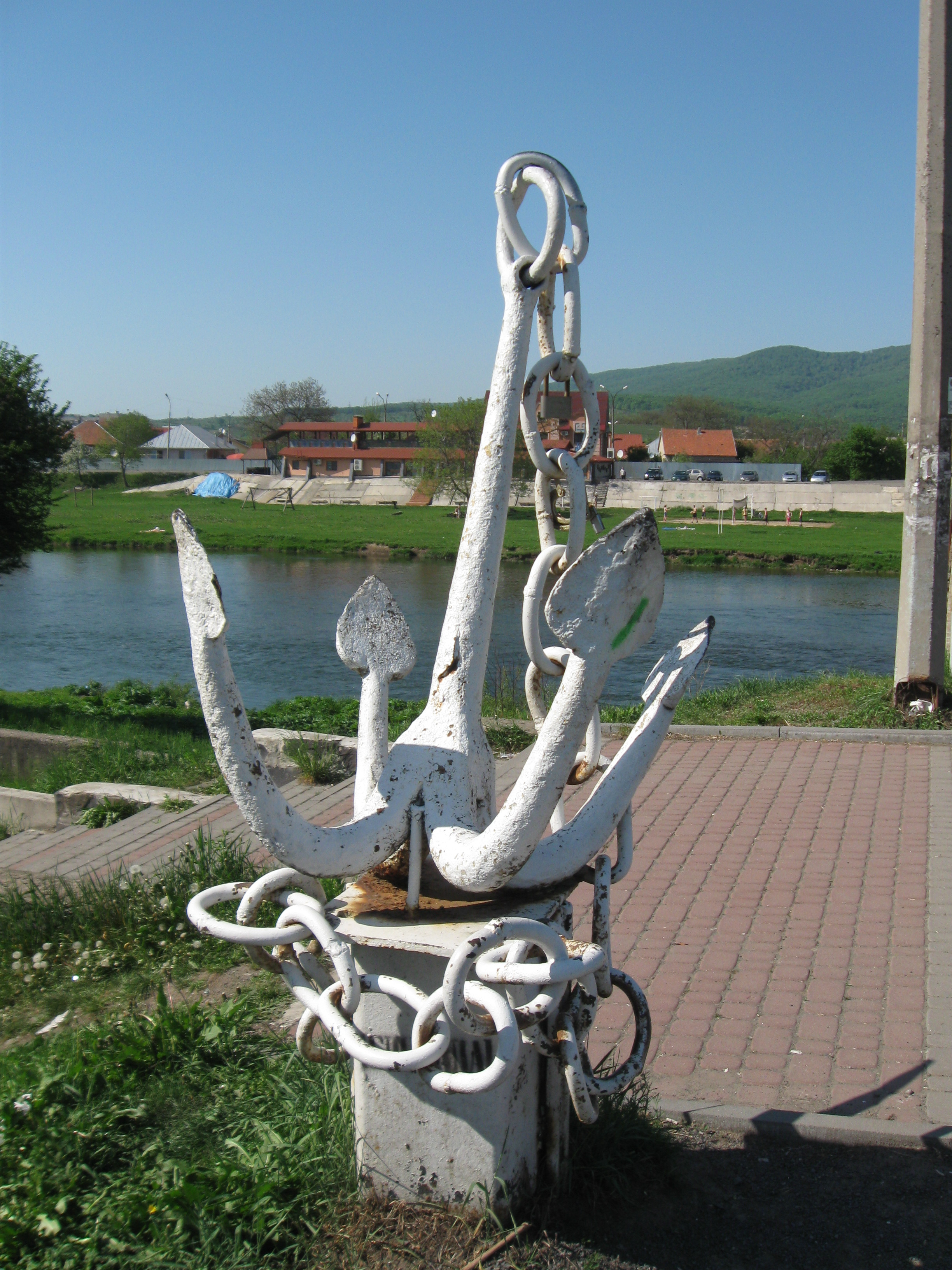
Якір біля північного транспортного мосту
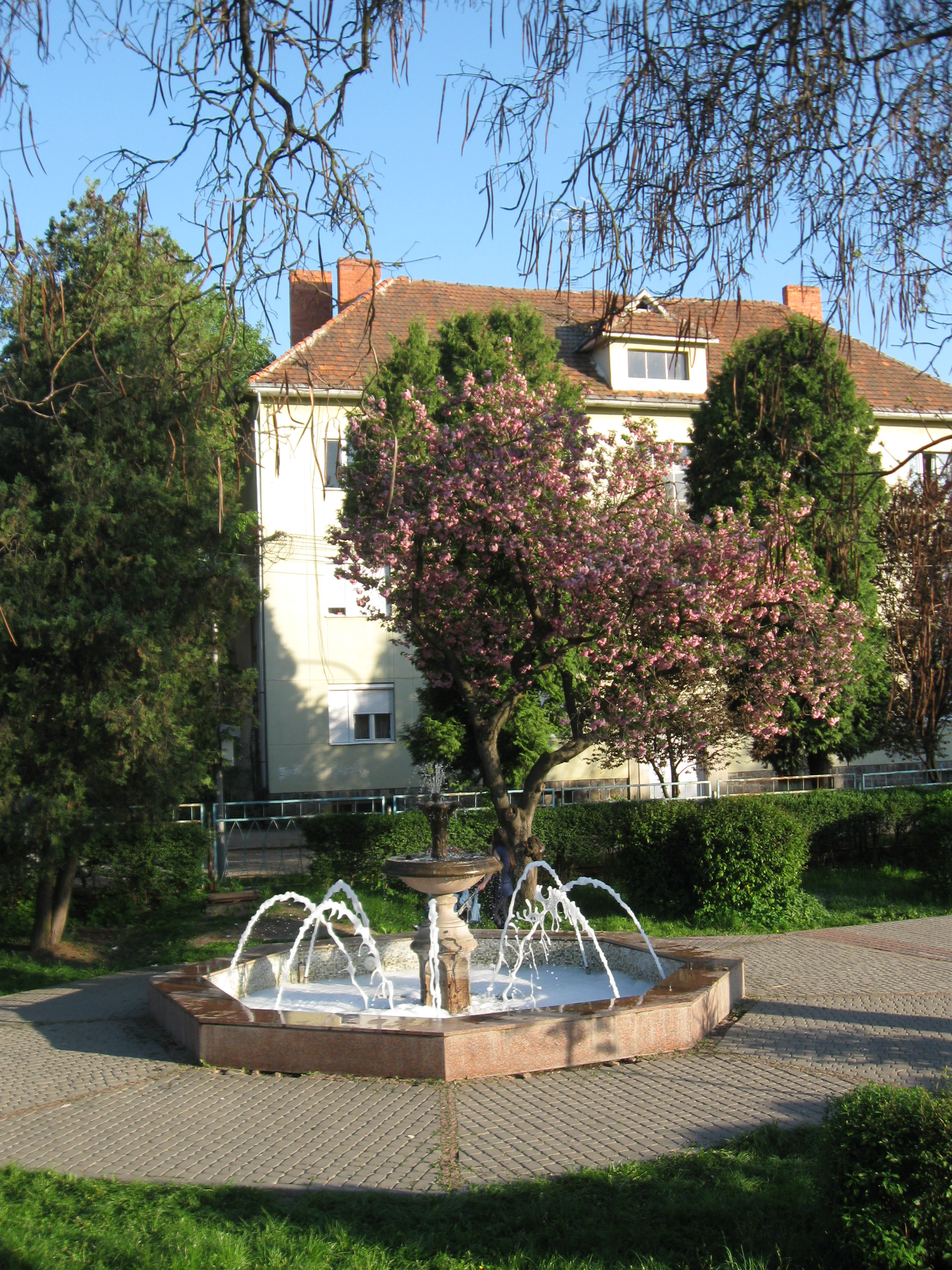
Фонтан у парку імені Андрія Кузьменка
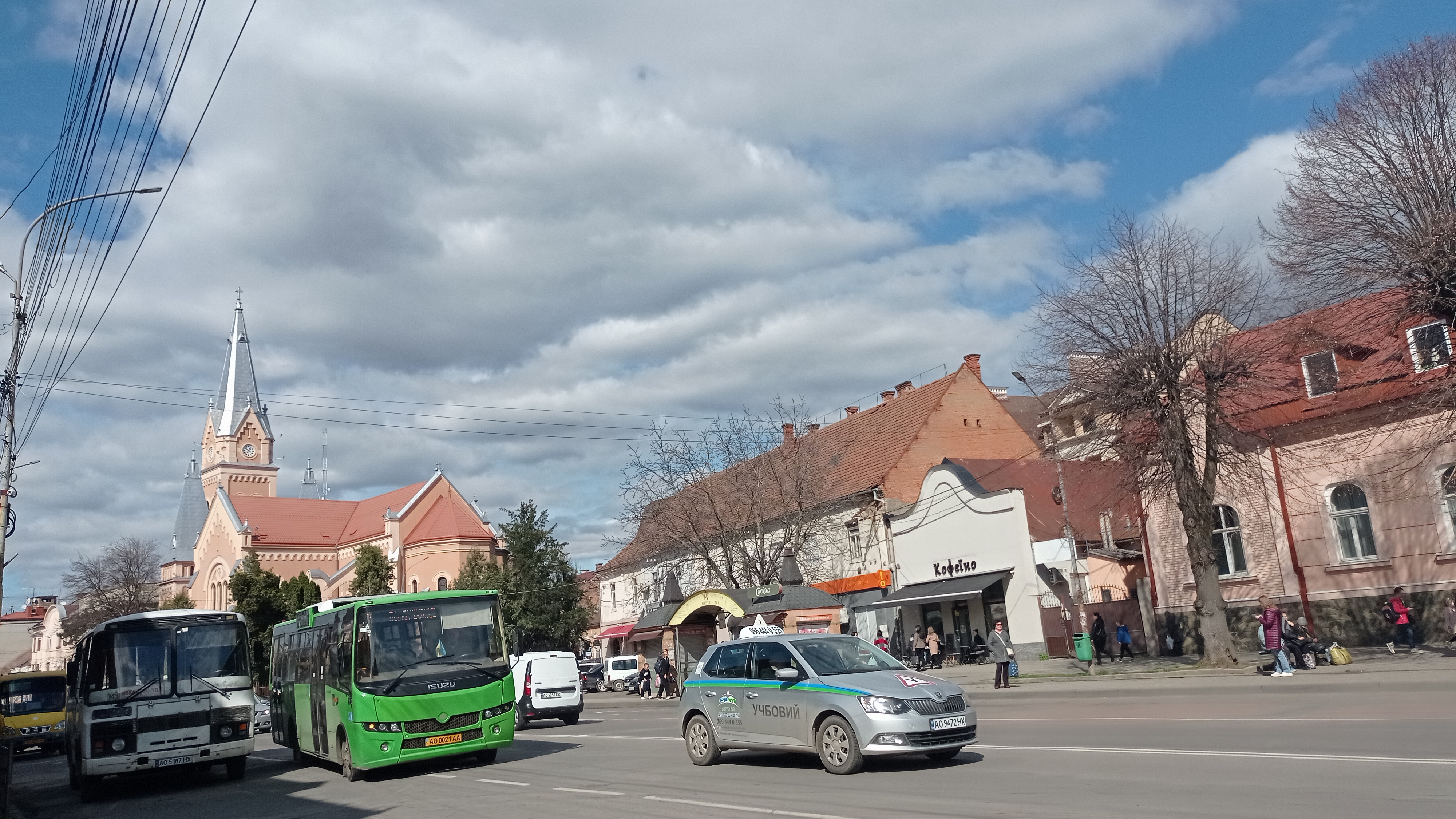
Центр Мукачева
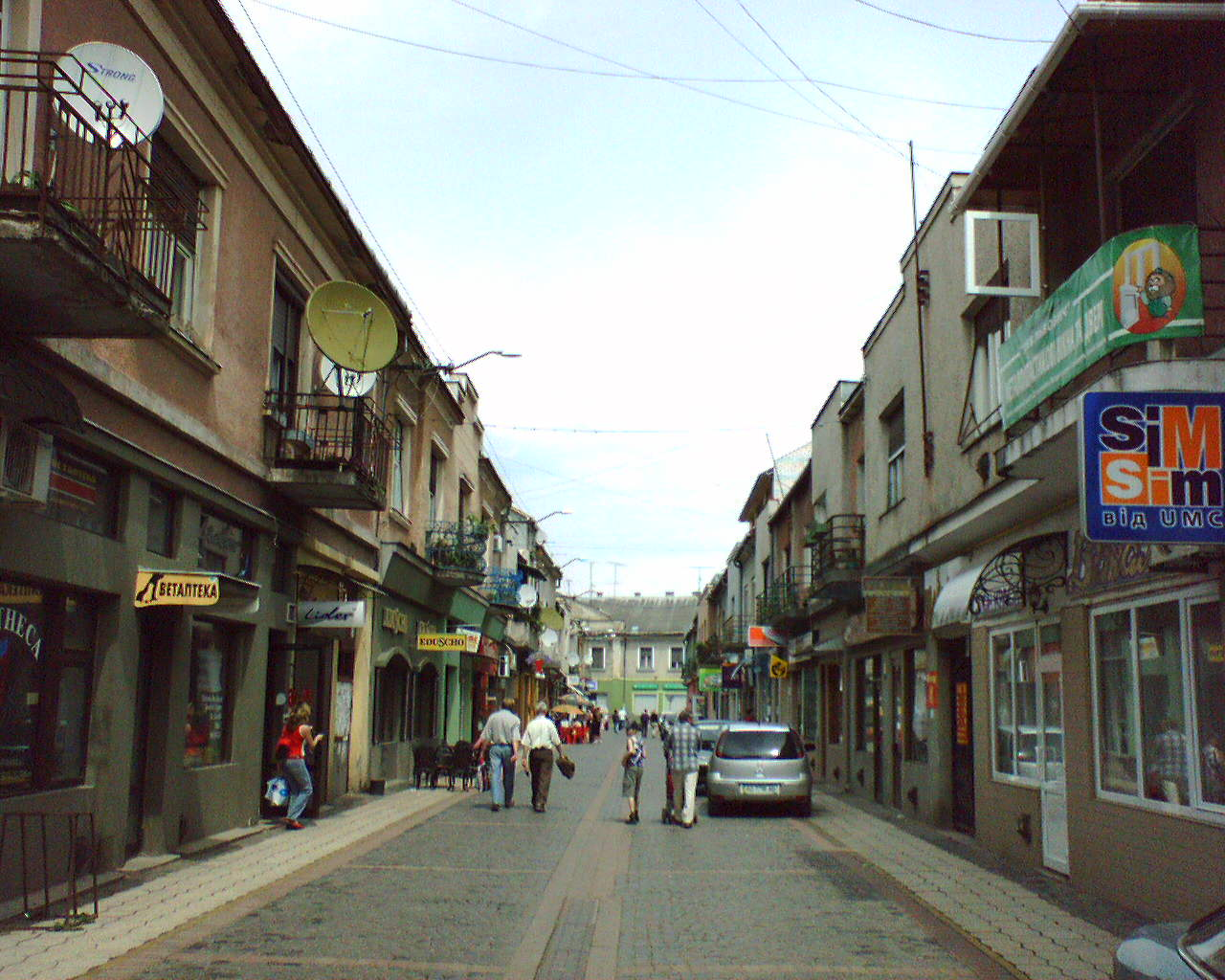
Мукачівська вуличка
Пам’ятник закарпатцям, які загинули в Афганістані у 1980-1989, вул. Успенська
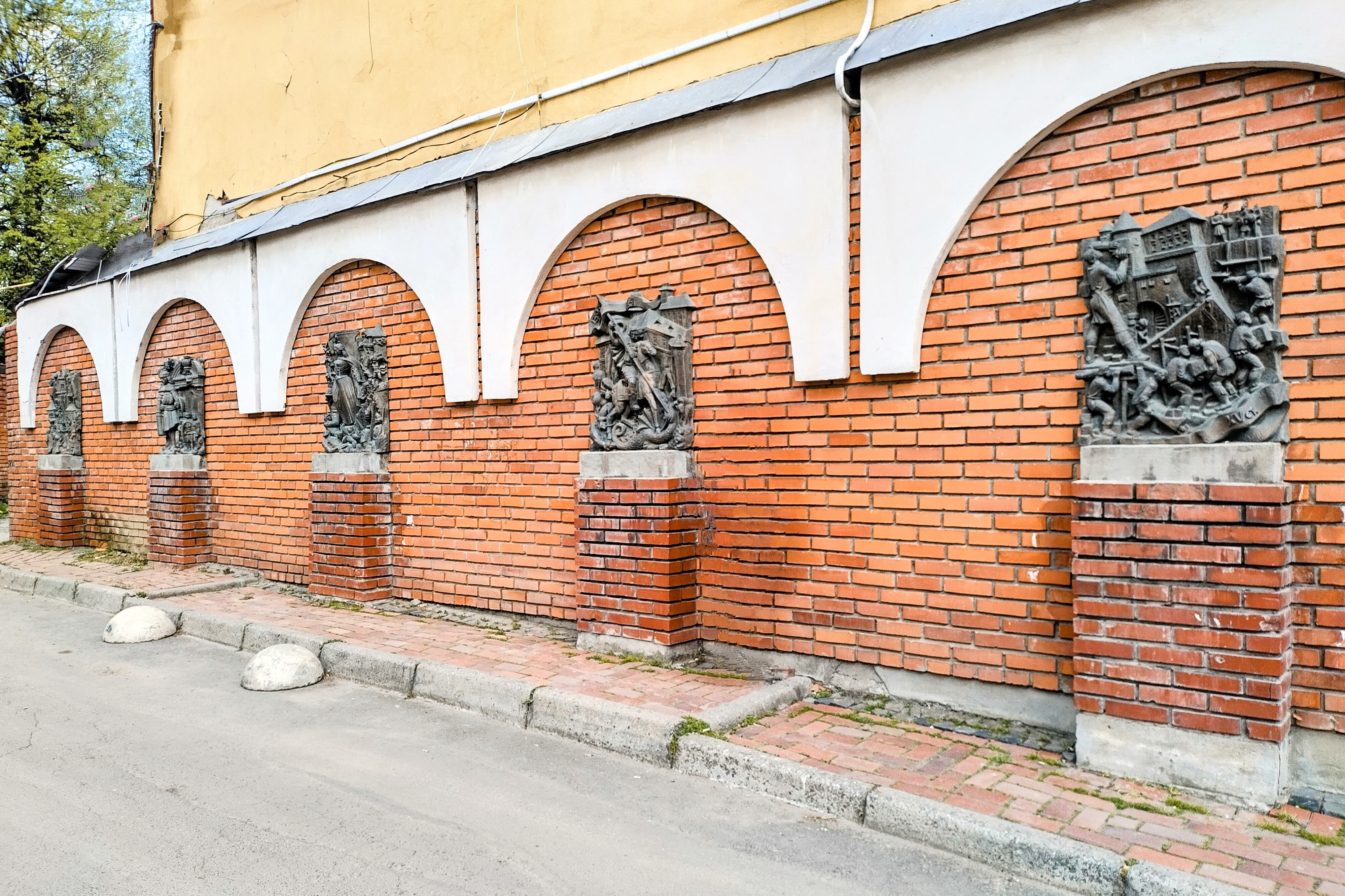
Настінна скульптурна композиція "Історія заснування Мукачева у п'яти барельєфах (автор - Іван Бровді, матеріал - бронза)